# Hohlweg (Hechlingen)

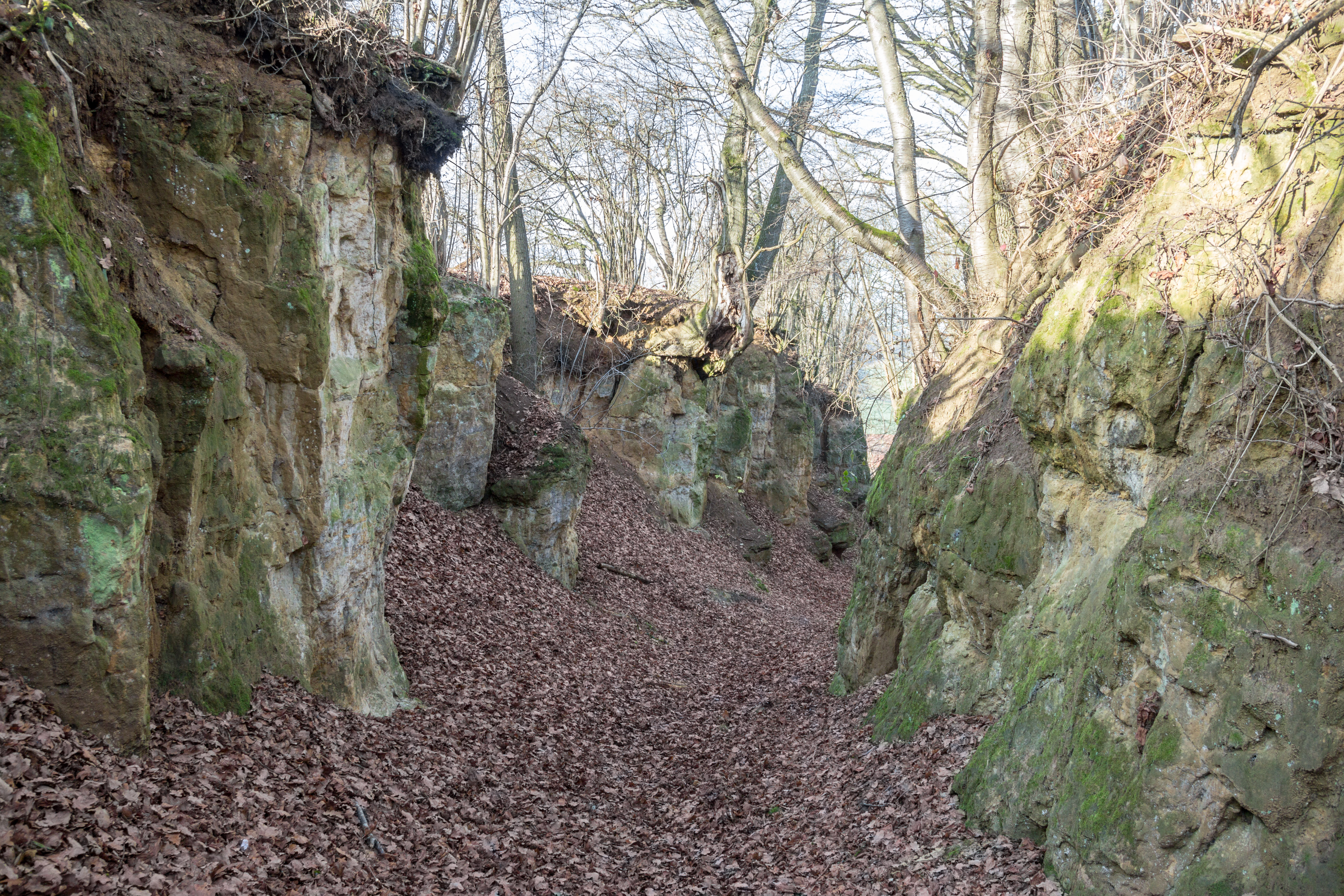
Hohlweg bei Hechlingen

Der Hohlweg ist ein schluchtartiger Hohlweg nahe Hechlingen am See, einem Gemeindeteil des  Marktes Heidenheim im mittelfränkischen Landkreis Weißenburg-Gunzenhausen in Bayern. Das Areal ist als Geotop (577A014) ausgewiesen und als bedeutend eingestuft.

## Lage
Der Hohlweg liegt am östlichen Ortsrand von Hechlingen am Westrand des Hahnenkamms im Naturpark Altmühltal und führt von Hechlingen hinauf zum Kapellenberg mit der Katharinenkapelle.

## Beschreibung
Der Hechlinger Hohlweg wird auch „Schafgasse“ genannt. Auf einer Länge von rund 250 Metern schneidet sich der Weg bis zu 9 Meter tief in die umgebende Landschaft ein. Er ist damit einer der größten und eindrucksvollsten Hohlwege der Hahnenkamm-Region.
Entstanden ist der Weg über Jahrtausende. Wassermassen spülten zunächst das Erdreich aus und schnitten sich in den Sandstein ein. Viehtrieb, Fuhrwerke und die Nutzung als Fußweg schufen danach den heutigen Hohlweg. Der Weg war früher einer der Hauptverkehrswege von Hechlingen zu den Äckern und Weiden auf dem Kapellenberg und der Katharinenkapelle.

## Geologie
Geologisch bietet der Weg einen gut sichtbaren Aufschluss von Doggersandstein mit unterschiedlichen Erzhorizonten von Mangan- und Eisenerzen. In seinem Verlauf versetzen hangparallele Störungen die Schichtfolge mehrfach. 
Vor etwa 150 Millionen Jahren, zur Zeit des Malms im oberen Jura, war der süddeutsche Raum von einem flachen subtropischen Schelfmeer bedeckt. Daran grenzte im Süden ein Vorläufer des heutigen Mittelmeeres. Im Norden lagen Inseln und größere Landmassen. Zur gleichen Zeit schwemmten Flüsse toniges Material aus dem nördlichen Festland in das Meer. Je nach Vorherrschen der einen oder anderen Sedimentationsart entstand so im unteren und mittleren Malm eine charakteristische Wechselfolge unterschiedlicher Schichten.
In Hechlingen tritt der Braune Jura und der Weiße Jura zu Tage. Im unteren und mittleren Malm entstand eine charakteristische Wechselfolge von Opalinuston und Kalk- und Mergelsteinen. Danach wurde das Gelände angehoben und durch Erosion entstand die heutige Landschaft des Hahnenkamms.

## Zugang
Der Hohlweg ist mit einem etwa 1,8 km langen und 2010 angelegten heimat- und naturkundlichen Lehrpfad touristisch erschlossen. Am Anfang und Ende wurde der Weg mit zwei Holztoren versehen. Einige Informationstafeln begleiten ihn hinauf zur Katharinenkapelle.

## Bilder

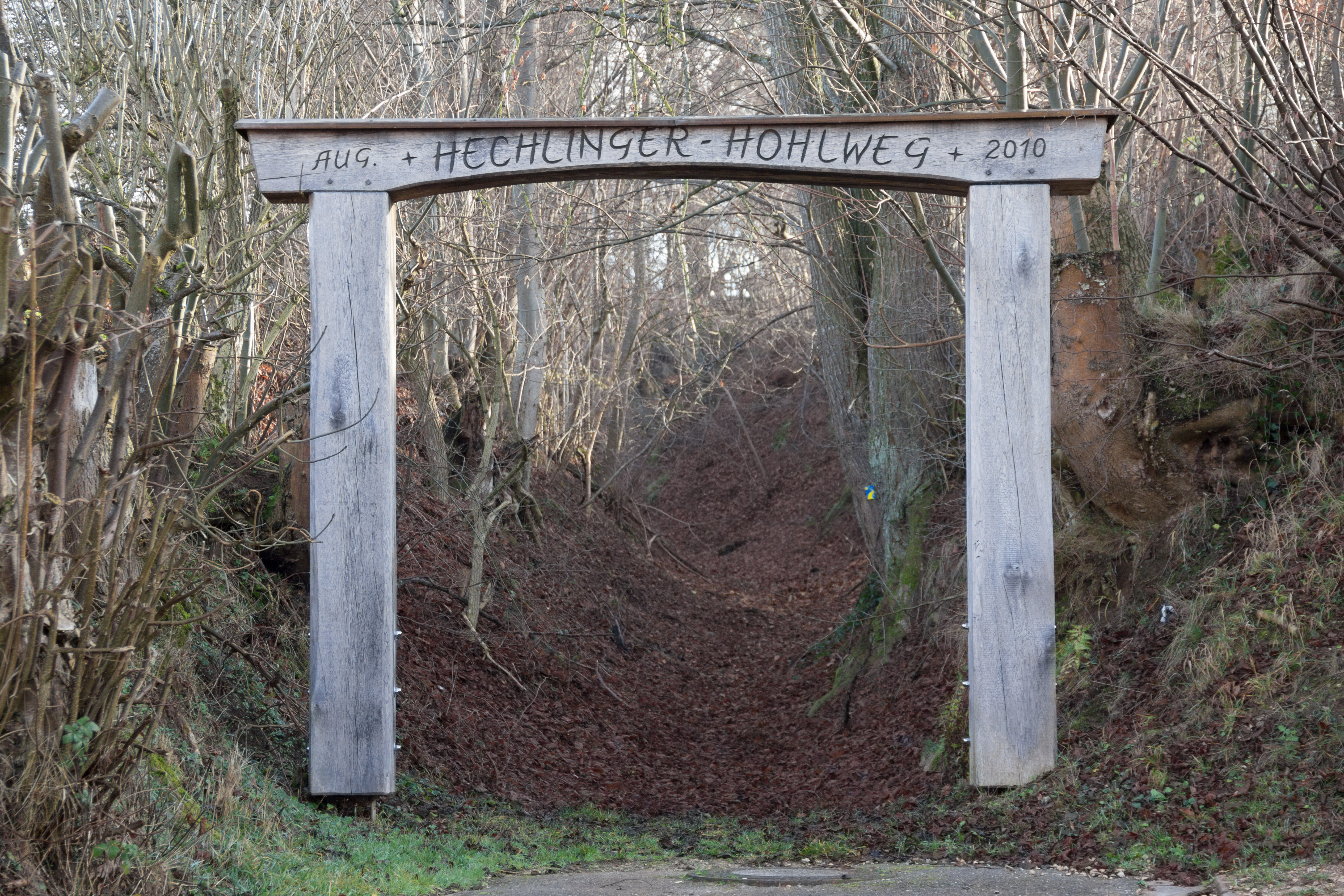
Der Eingang zum Hohlweg
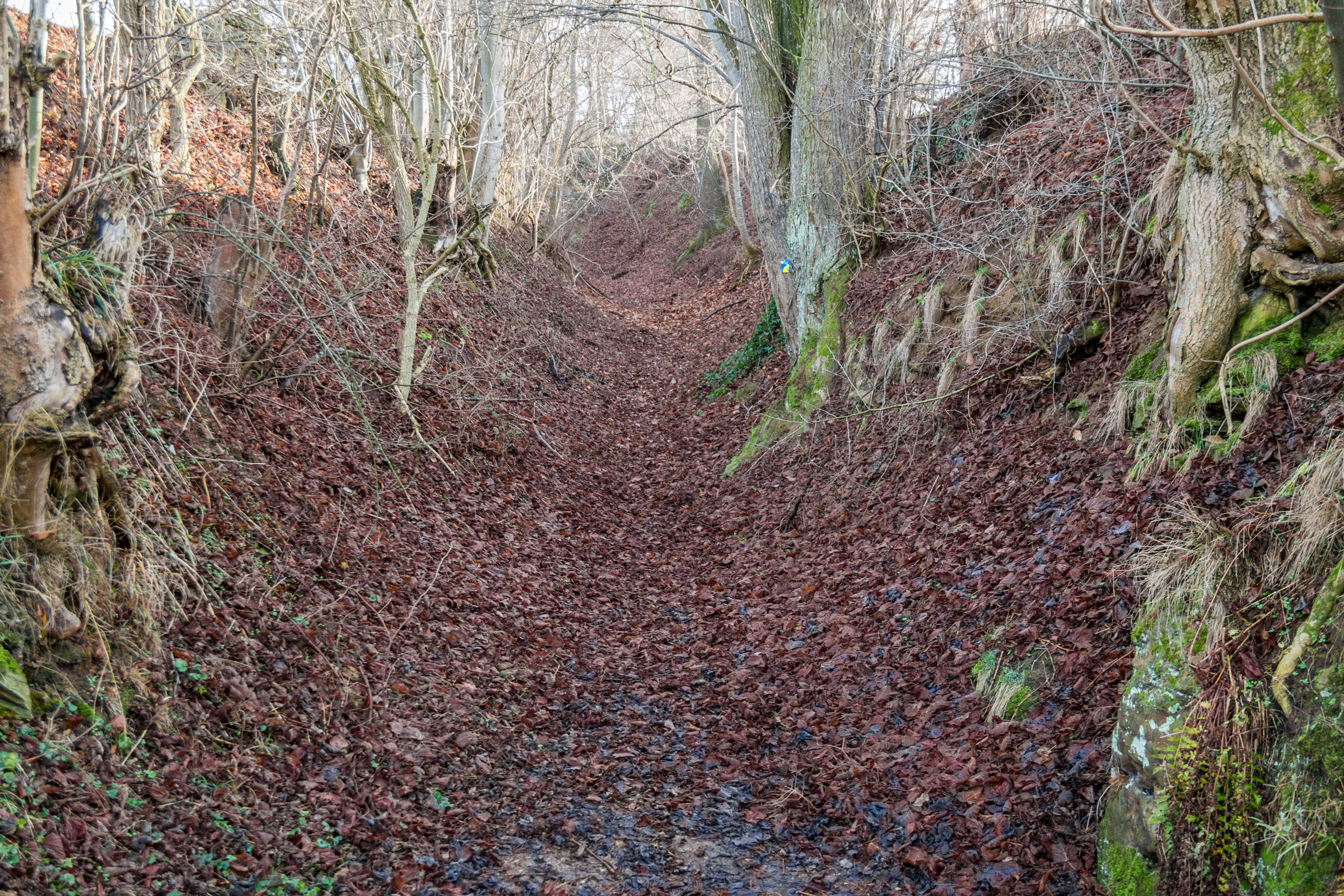
Im unteren Teil
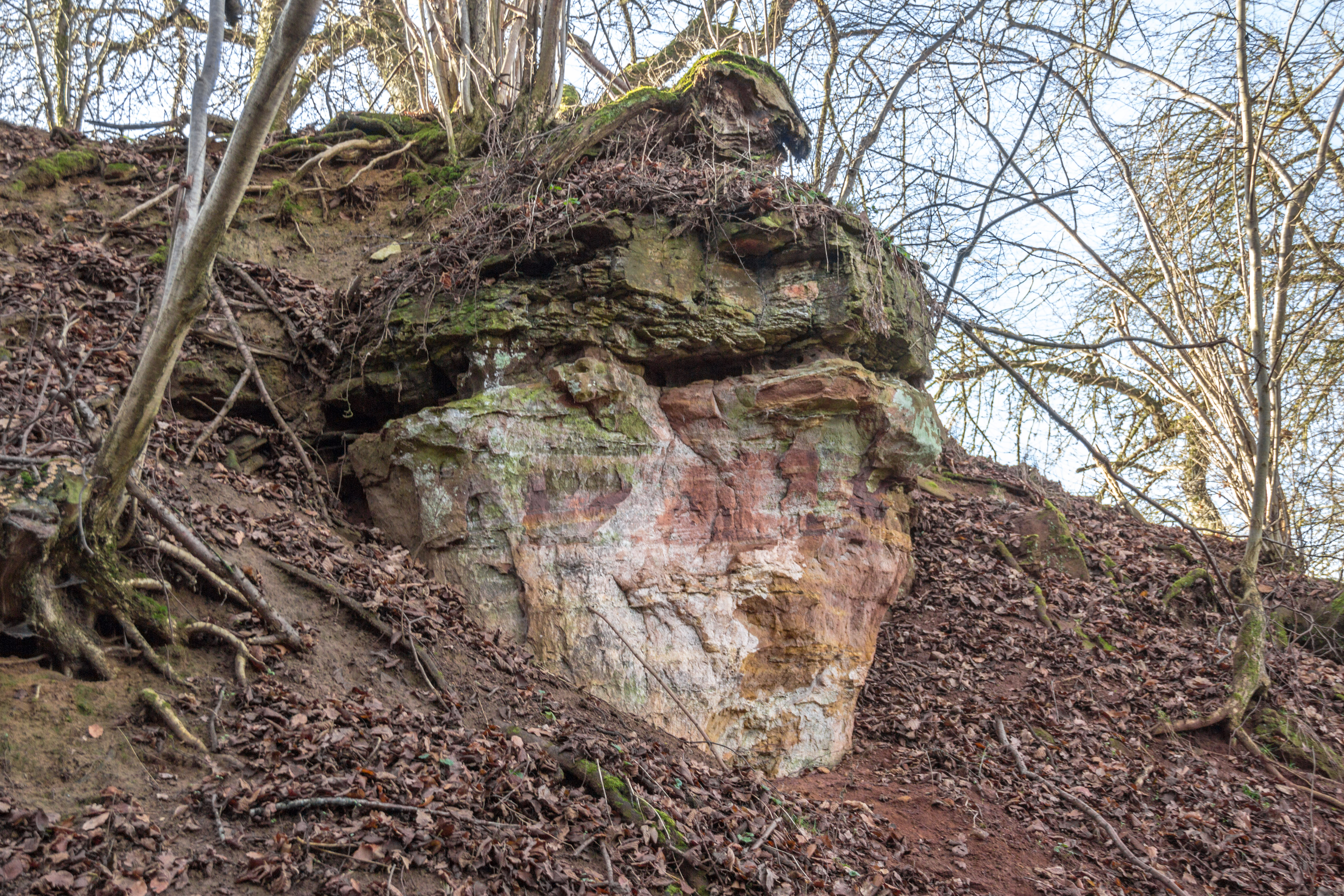
Aufschluss der Schichten
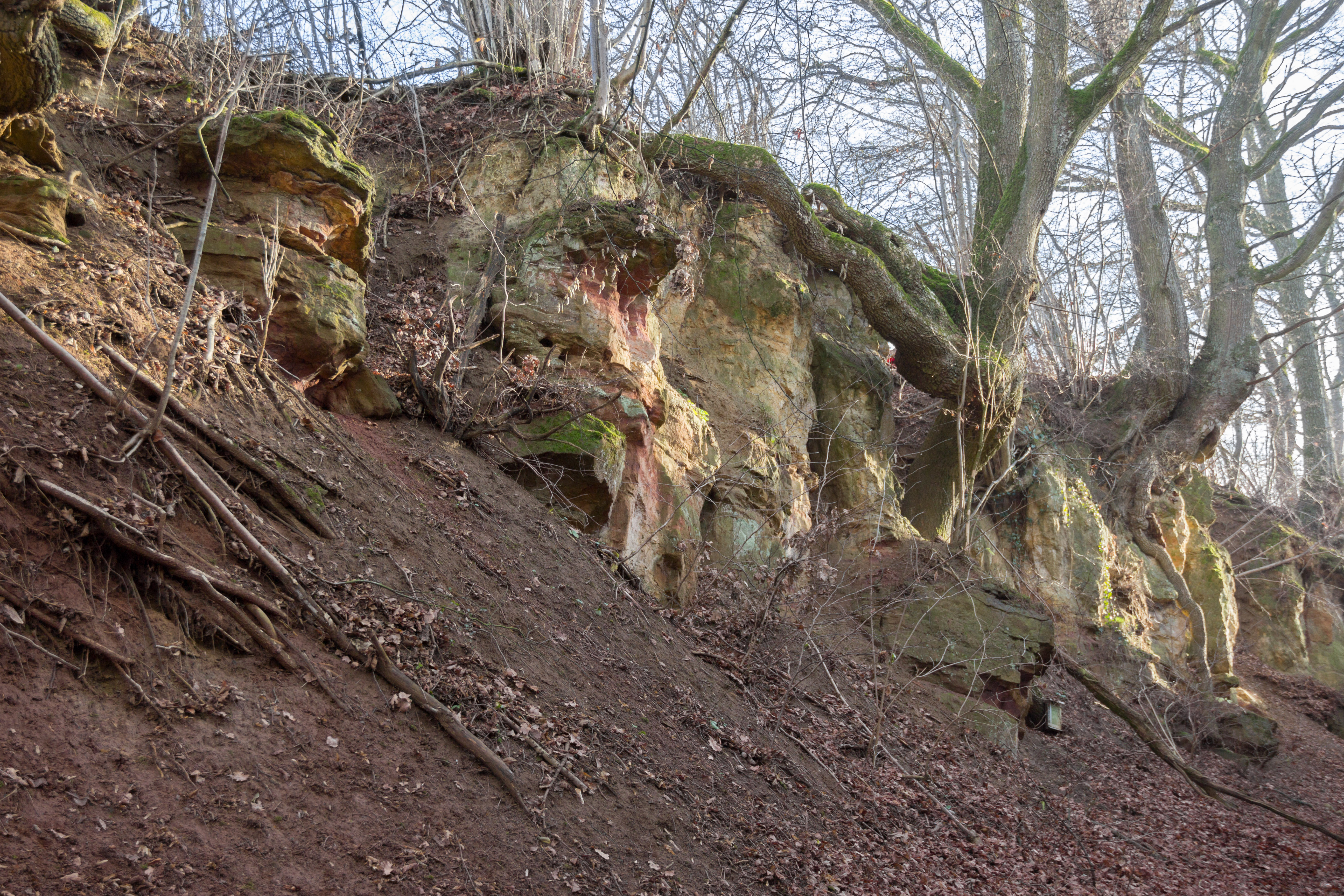
Aufschluss mit Vegetation